# رجینالد اسپنسر براون
رجینالد اسپنسر براون (انگلیسی: Reginald Spencer Browne; ۱۳ ژوئیهٔ ۱۸۵۶ – ۹ نوامبر ۱۹۴۳) فرد نظامی اهل استرالیا بود. وی همچنین برندهٔ جوایزی همچون نشان حمام شده‌است.